# Nicolaaskathedraal (Kronstadt)

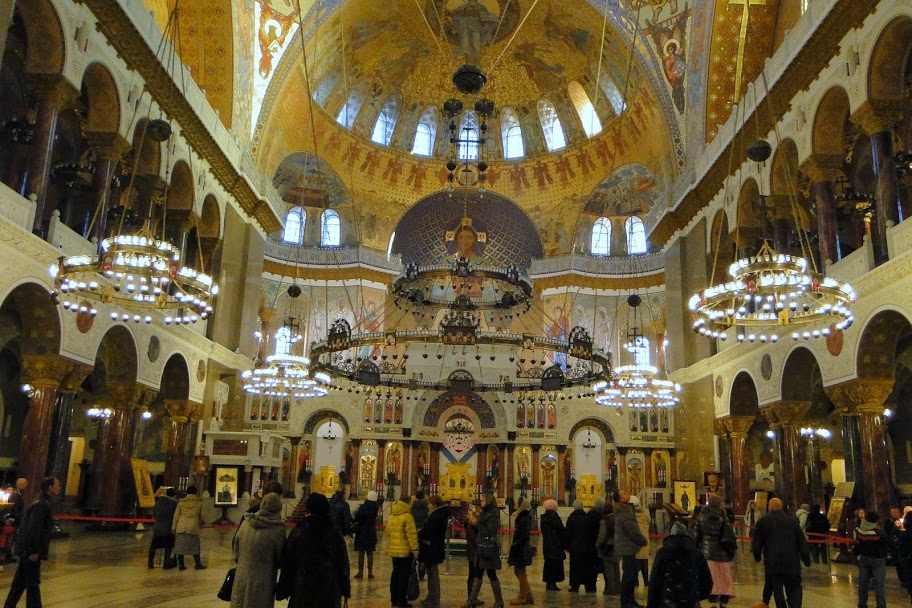
Interieur

De Marinekathedraal van de Heilige Nicolaas (Russisch: Морской Никольский собор) is een Russisch-orthodoxe kathedraal in de versterkte Russische marinestad Kronstadt op het eiland Kotlin in de Finse Golf. De kathedraal is de belangrijkste kerk van de Russische Oostzeevloot.

## Het ontwerp
In 1897 schreef de Russische marine een internationale wedstrijd uit voor het ontwerp van de kathedraal. De eerste en tweede wedstrijd leverde geen bevredigend ontwerp op. Nadat de marine in 1898 enkele beperkingen ten aanzien van de bouw en de kosten ophief kwam er een winnend ontwerp. Wel moest de nieuwe kathedraal voldoen aan de eis dat het gebouw groot genoeg moest zijn om het van verre afstand te kunnen zien, bovendien moest het het kruis op de koepel zichtbaar zijn voor binnenkomend scheepvaartverkeer. Het ontwerp werd goedgekeurd door tsaar Nicolaas II en Johannes van Kronstadt riep op tot onmiddellijke aanvang van de bouw, echter Stepan Makarov, een nieuw benoemde viceadmiraal van de basis, vond het ontwerp artistiek zwak en bovendien te klein. De admiraal vroeg tsaar Nicolaas zijn keuze te heroverwegen en na twee jaar werd de instemming van de tsaar voor het winnende ontwerp ingetrokken. Vervolgens trok Makarov de regie over de bouw naar zich toe en nodigde Vasili Kosjakov uit, een architect die zich reeds zeer verdienstelijk had getoond met de bouw van kerken en kathedralen. Makarov gaf Kosjakov de instructie dat de kathedraal groot genoeg moest zijn voor minstens 5.000 gelovigen en dat het bouwwerk in de historische Byzantijnse traditie moest passen. Nadat de architect in Istanboel en Griekenland zijn kennis over Byzantijnse architectuur had ververst, legde hij de bouwcommissie van de marine twee ontwerpschetsen voor. De door de commissie gekozen schets werd door tsaar Nicolaas II goedgekeurd op 21 mei 1901.

## De bouw
Op 27 oktober 1901 werd het 14.000 man sterke garnizoen van Kronstadt bevolen het voorbereidende werk te verrichten voor de bouw van de kathedraal. Ondanks de sociale onrust die leidde tot een revolutionaire opstand in 1905 lukte het om het gebouw te voltooien in 1907. In de daaropvolgende jaren werd gewerkt aan de afwerking van het gebouw. Op 10 juni 1913 kon de kathedraal worden ingewijd. De inwijding werd bijgewoond door de keizerlijke familie. De totale kosten van de kathedraal bedroegen 1.955.000 roebel, exclusief particuliere giften en het onbetaalde werk van werknemers van de marine en burgers.

## Sovjet-periode
Slechts 16 jaar zou de kathedraal als zodanig dienstdoen. Op 14 oktober 1929 werd de kerk gesloten en werden bezittingen van de kerk in beslag genomen. Een klein deel van de waardevolle objecten werden verplaatst naar het Marine Museum en het Russisch Museum. In 1930 werden de kruisen en klokken verwijderd en naar de smelterij gebracht. Eén klok met een gewicht van 4.726 kilo bleef om onbekende redenen hangen. Herdenkingsplaten met namen van zeelieden die het leven lieten werden van de wanden gerukt en gebruikt voor andere doelen. Het lot van de iconostase en marmeren voorwerpen is onbekend. In 1932 werd de kathedraal omgebouwd tot bioscoop. Weer later, in 1939, kreeg de kerk een bestemming als militair tehuis voor officieren van het garnizoen Kronstadt. Tijdens de Tweede Wereldoorlog deed de voormalige kerk geen dienst. De koepel werd door rechtstreekse beschietingen beschadigd. Na de oorlog werd de kerk hersteld van de oorlogshandelingen en in gebruik genomen als concertzaal. In de kerk werd een verlaagd plafond aangebracht waardoor de koepel voor de bezoekers in de zaal niet meer zichtbaar was. In 1980 werd de kathedraal heropend als een museum.

## Heropening
Sinds de jaren 90 probeerde de Russisch-orthodoxe Kerk de kathedraal weer in haar bezit te krijgen. Op 24 november 2002 werd er eindelijk weer een kruis geplaatst op de koepel van de kerk. Drie jaren later, op 2 november 2005, werd de eerste Goddelijke Liturgie gevierd in de Marinekathedraal sinds 1929. Sinds september 2008 is de kerk weer een kathedraal. In april 2012 werd in het bijzijn van president Dmitri Medvedev de kathedraal na veel restauratiewerk weer ingewijd door patriarch Kirill. In het postcommunistische Rusland neemt de orthodoxe religie een steeds belangrijkere plaats in, hetgeen door Medvedev onderstreept werd met de woorden: "Niets versterkt het leger en de marine meer dan spirituele eenheid". Er zijn nog enkele restauratiewerkzaamheden gepland maar naar verwachting zullen deze werkzaamheden voor de viering van het 100-jarig bestaan van de kathedraal in 2013 voltooid zijn.

## Afbeeldingen

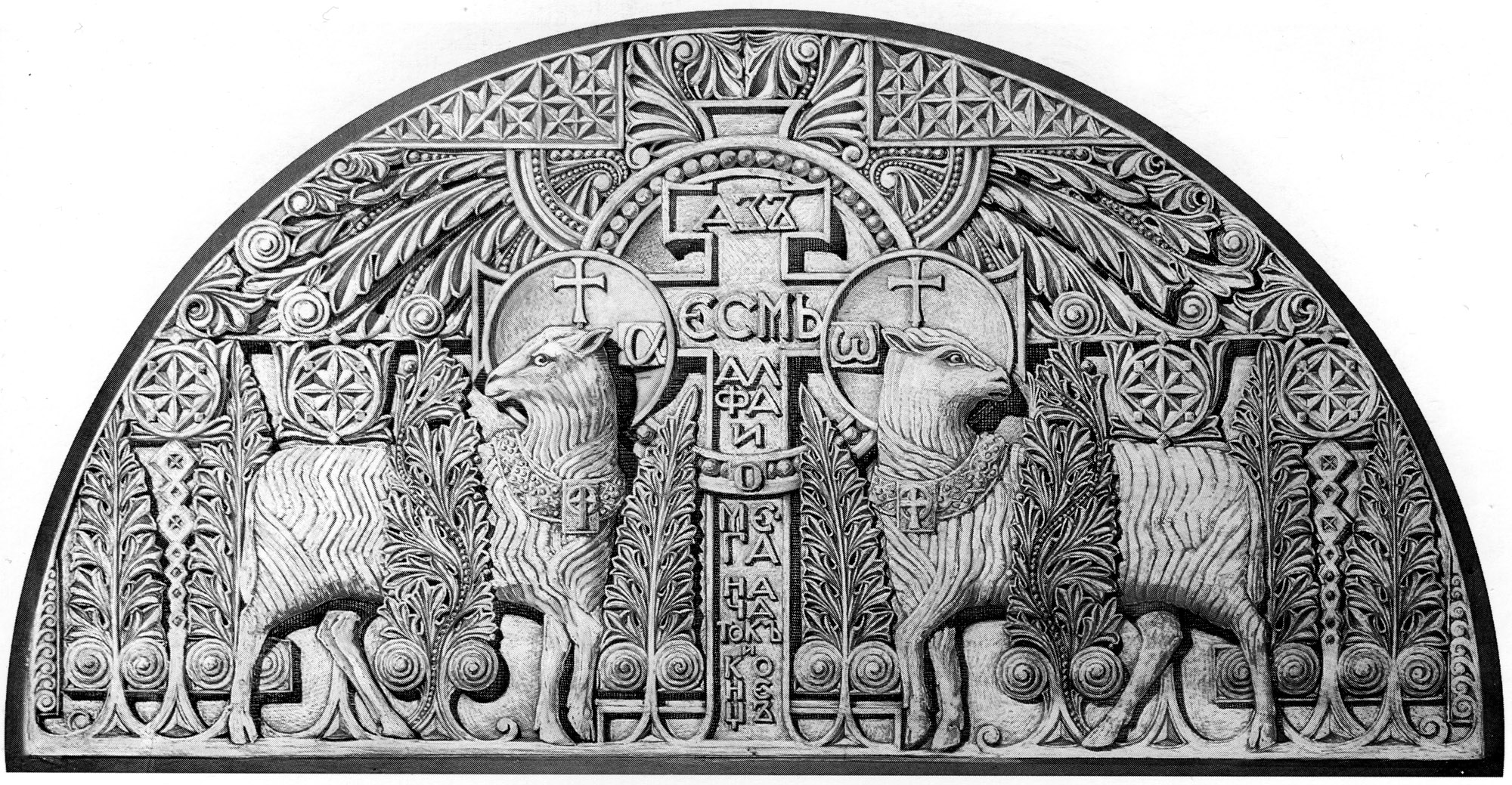
Originele tekening voor de ingang van de kerk. Tekst: Ik ben de Alfa en de Omega, het Begin en het Einde (Openbaring 1:8)
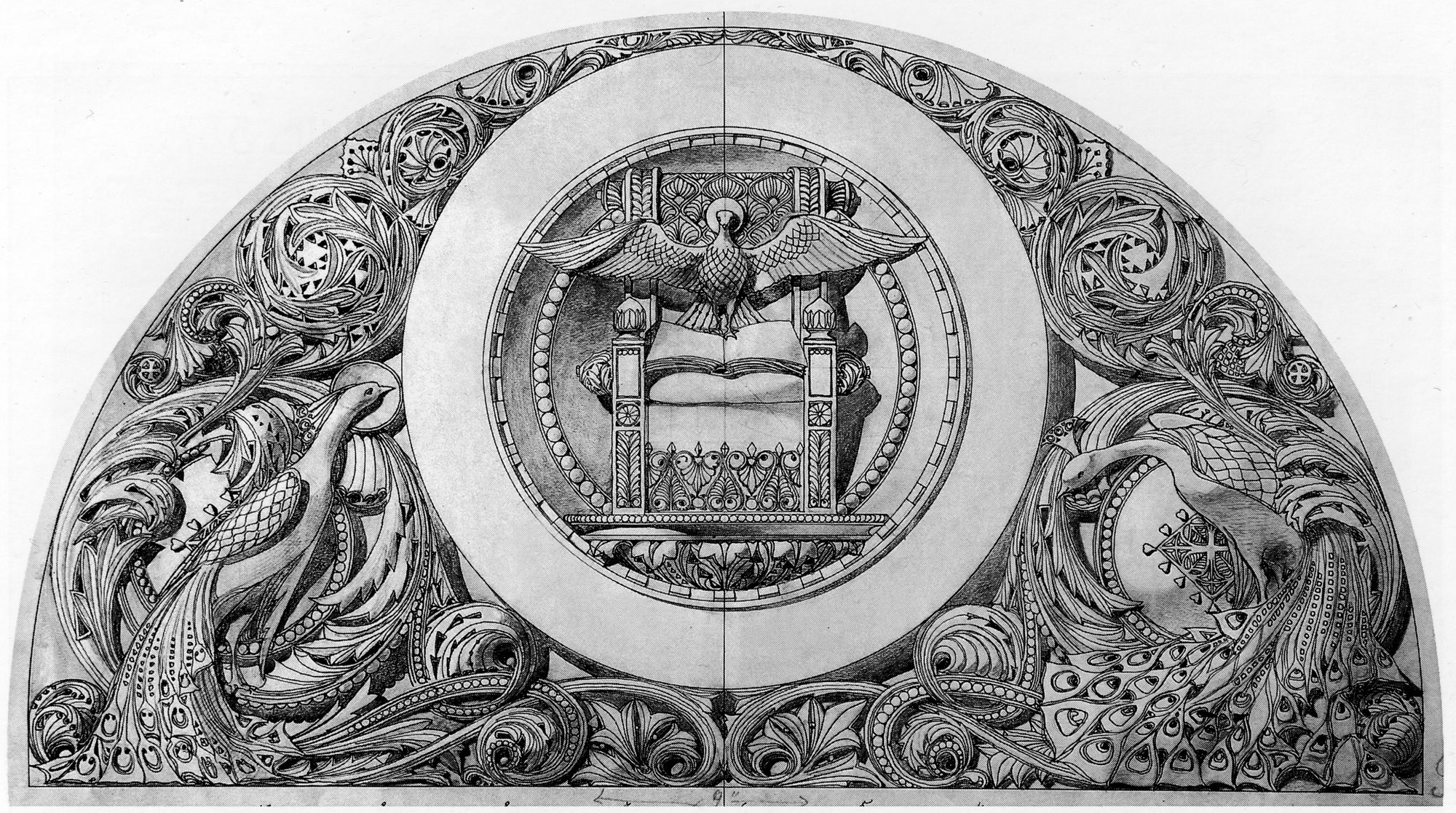
Portaaldecoratie
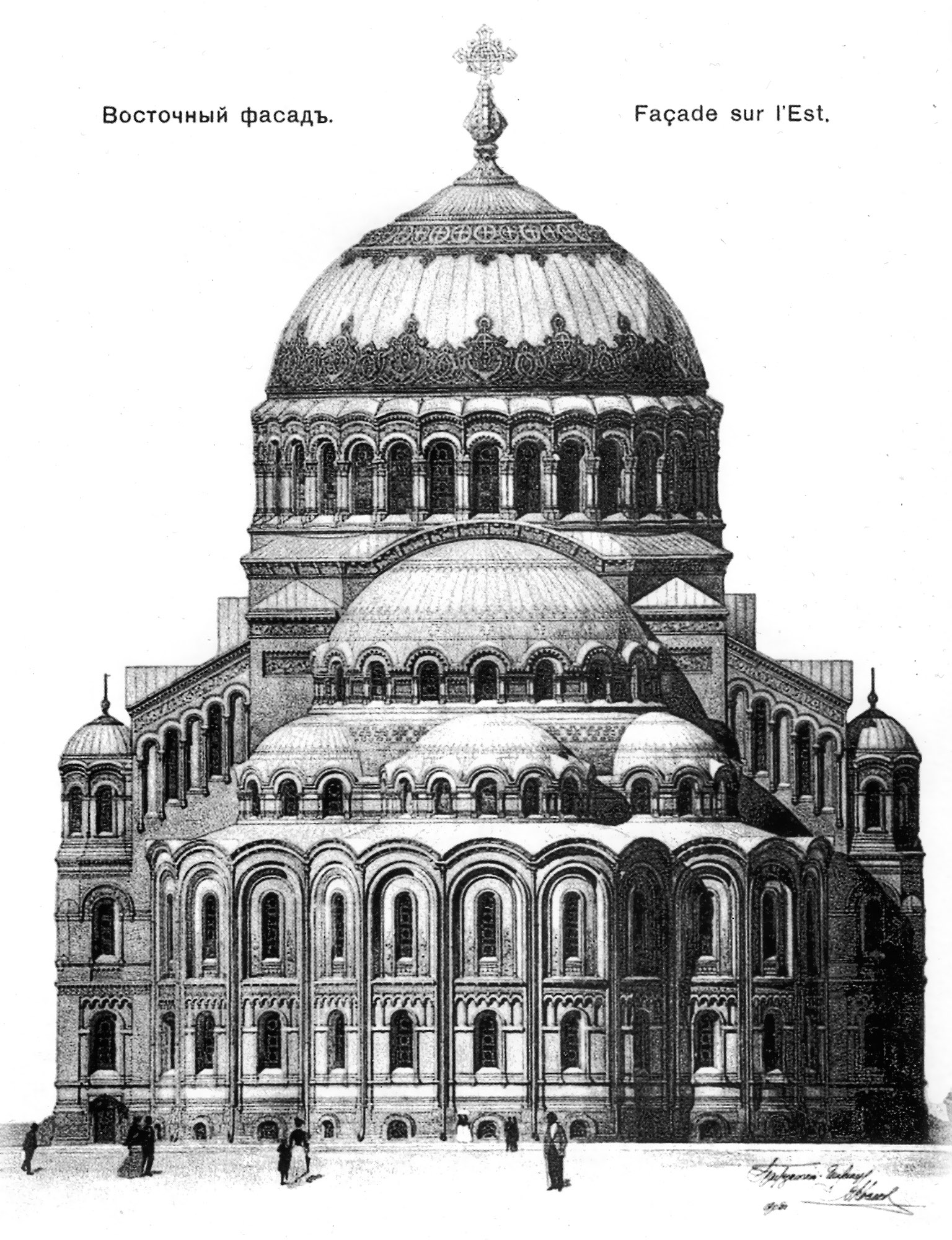
Bouwtekening oostzijde van de kathedraal
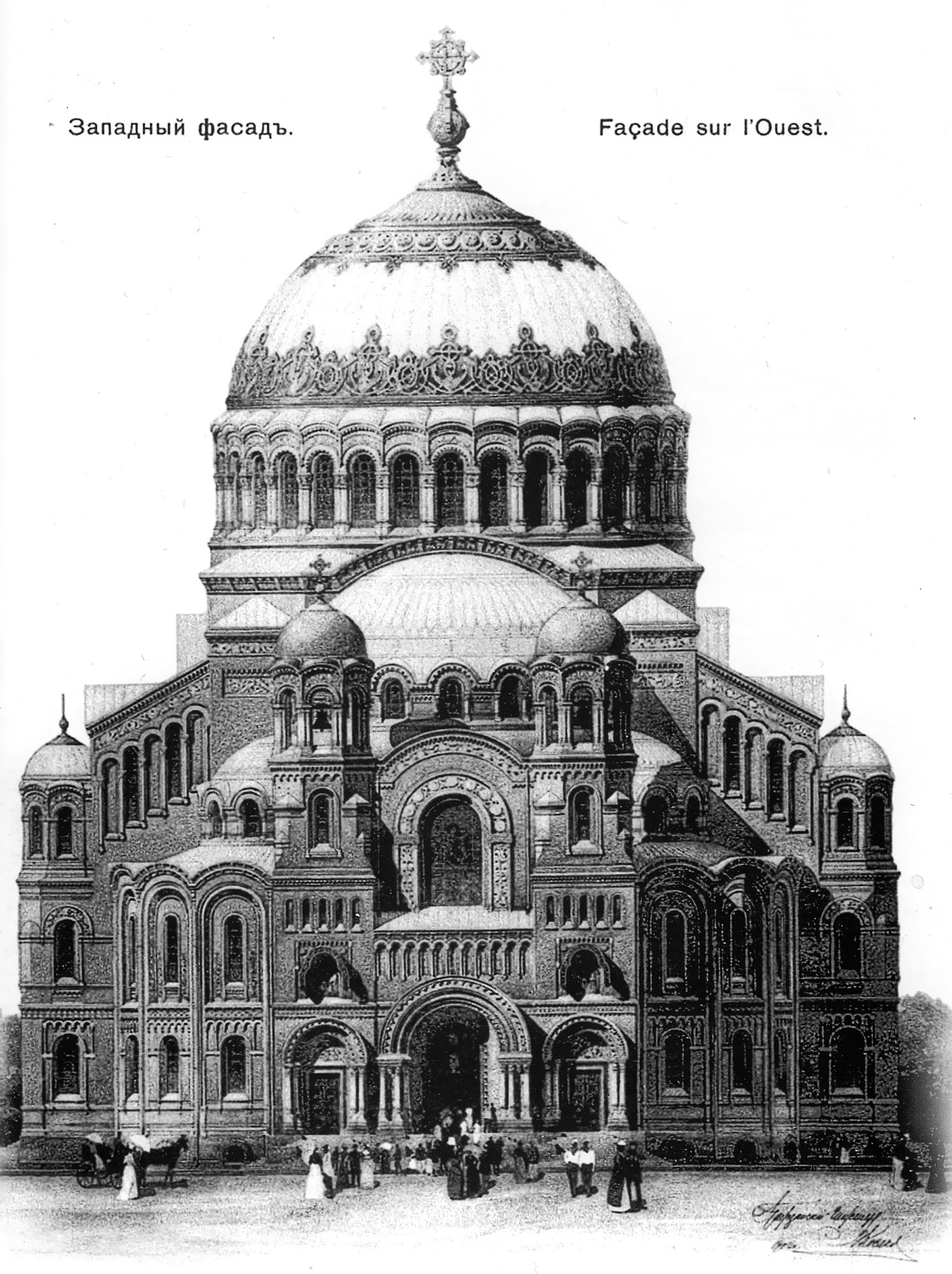
Bouwtekening westzijde van de kathedraal
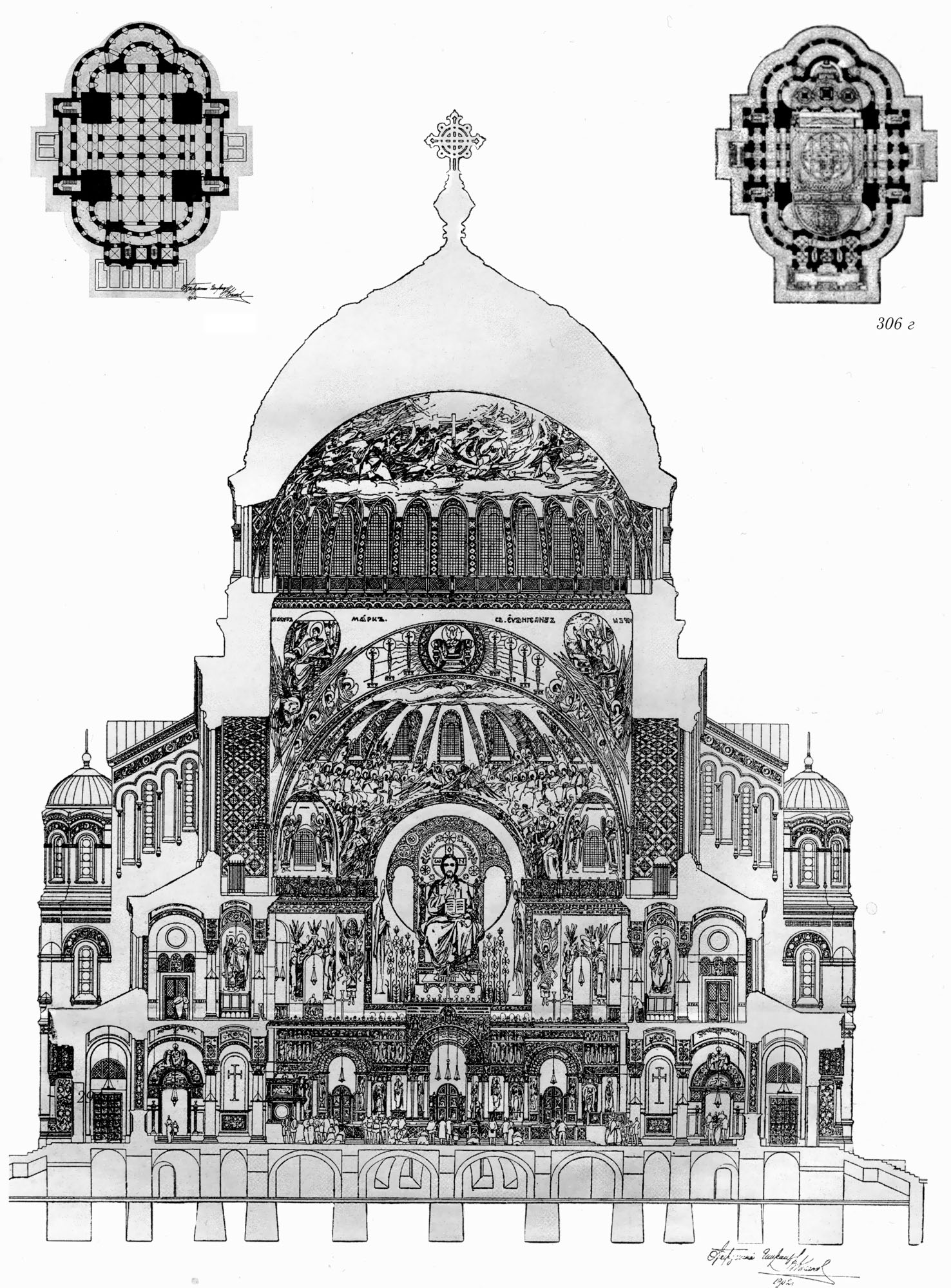
Tekening interieur
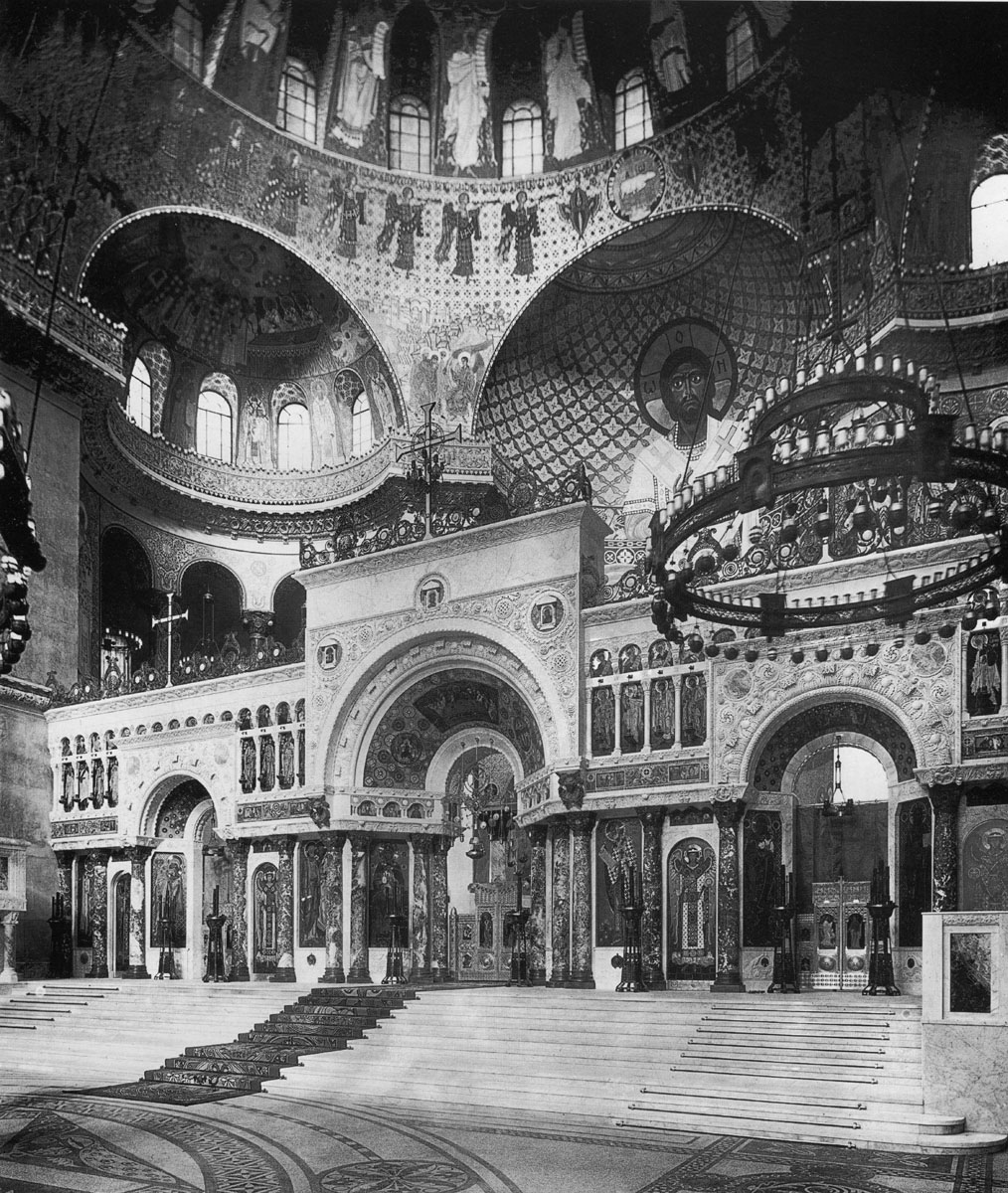
Interieurfoto 1914